# Vittorio Seghezzi
Vittorio Seghezzi (Romano di Lombardia, 27 de maio de 1924) é um ex-ciclista italiano. Ele terminou em último lugar no Tour de France 1948.